# Iman Jamali
Iman Jamali (født 11. oktober 1991) er en iransk/ungarsk håndboldspiller, som spiller i Veszprém KC og for Ungarns herrerhåndboldlandshold.